# Médiouna
Médiouna is een stad in Marokko en is de hoofdplaats van de provincie Médiouna.
In 2004 telde Médiouna 14.712 inwoners.